# Договор о присоединении Кореи к Японии
Договор о присоединении Кореи к Японии (яп. 日韓併合条約, Никкан хэйго дзё:яку; кор. 한일병합조약?, 韓日倂合條約?, Ханиль пёнъхап чояк) был подписан 22 августа 1910 года представителями Корейской и Японской империй и опубликован 29 августа. С этого момента Корея перешла под управление Японии. Договор состоял из восьми пунктов и начинался словами «Его Величество Император Кореи полностью и бессрочно передаёт Его Величеству Императору Японии все суверенные права на управление Кореей».
С корейской стороны договор подписал премьер-министр Ли Ван Ён, а с японской — генерал-резидент Тэраути Масатакэ.
Договор фактически прекратил своё действие в 1945 году после капитуляции Японии во Второй мировой войне и был официально аннулирован японо-южнокорейским соглашением в 1965 году.

## Стихотворение
По случаю аннексии Кореи Тэраути Масатакэ сочинил следующее стихотворение-танка:

Что бы подумали Кобаякава, Като и Кониси, если бы жили они сейчас, взглянув на луну сегодня вечером?Оригинальный текст (яп.)小早川加藤小西が世にあらば今宵の月をいかに見るらむ
Три японца, упомянутые в этом стихотворении, — военачальники Кобаякава Такакагэ, Като Киёмаса и Кониси Юкинага, командовавшие японскими войсками во время Имчжинской войны.